# Thierno Alassane Sall
 (février 2018).
- Si vous ne connaissez pas le sujet, laissez ce bandeau (vous pouvez alors contacter les auteurs).
- Si vous supprimez le contenu mis en cause (vous pouvez préalablement contacter les auteurs),

argumentez précisément cette suppression dans la page de discussion
(un manque de référence n'est pas un argument ; une recherche réelle de référence doit avoir été effectuée, être formellement documentée).
 (janvier 2014).
Si vous disposez d'ouvrages ou d'articles de référence ou si vous connaissez des sites web de qualité traitant du thème abordé ici, merci de compléter l'article en donnant les références utiles à sa vérifiabilité et en les liant à la section « Notes et références ».
Thierno Alassane Sall, né le 30 novembre 1963, est un homme politique sénégalais. Il est l'un des principaux opposants sénégalais depuis 2017.
Il a été, entre octobre 2012 et juillet 2014, ministre des Infrastructures, des Transports terrestres et du Désenclavement, du gouvernement d’Abdoul Mbaye, puis, de juin 2015 à mai 2017, ministre de l'Énergie dans le gouvernement de Mahammad Boun Abdallah Dionne.
Il a été représentant de l'ASECNA au Sénégal .
Membre-fondateur de l'Alliance pour la République (APR), il a été coordonnateur de la Convergence de Cadres Républicains(CCR), creuset de réflexion et de stratégie de l’APR, jusqu’à sa démission du gouvernement sénégalais et son départ du régime de Macky Sall en 2017.
Thierno Alassane Sall est membre-fondateur du parti politique la République des Valeurs (Réewum Ngor), dont il est le président depuis 2017.

## Biographie

### Naissance et famille
Thierno Alassane Sall, naît le 30 novembre 1963 à Thiès, est issu d'une vieille famille religieuse, de longue tradition soufie, originaire du Fouta Toro au Nord du Sénégal. Ses grands-parents sont réputés, dans le Fouto Toro, comme étant de grands érudits en islam. Son oncle était cadi au tribunal de Thiès. Ses parents viennent du village de Donaye, relié à Guédé et aux autres villages de l'île à Morfil, dans le département de Podor.
Son père, Ahmed Tidiane Sall, après avoir fait des études coraniques dans son village, puis en Mauritanie, fut l'un des premiers sénégalais à s’être lancé dans les études supérieures en arabe, au Maroc. Il a enseigné l'arabe au lycée Charles de Gaulle de Saint-Louis, puis au lycée Malick Sy de Thiès. Après avoir réussi le concours de l'École Nationale d’Administration et de Magistrature du Sénégal (ENAM), il est devenu diplomate. Il a été premier conseiller à l'ambassade du Sénégal en Irak, et haut-fonctionnaire au ministère des Affaires étrangères.
Thierno Alassane Sall est marié et père de trois enfants.

### Études et formation
Thierno Alassane a commencé des études coraniques à l'école de ses oncles, dans la maison familiale. Il a ensuite commencé ses études à l’école laïque et républicaine de Randoulène Sud (actuelle école Ali Ba) de Thiès. Il a, par la suite, suivi pendant un an son père à Saint-Louis, où il était inscrit à l’école Charles de Gaulle (ex-école des fils de chefs, devenue école Khayar Mbengue). De retour à Thiès, il termine son cursus élémentaire à l’école HLM. Il passera tout son cursus moyen et secondaire au lycée Malick Sy de Thiès.
Après avoir décroché son baccalauréat, il poursuit ses études en Tunisie, à l'École nationale d'ingénieurs de Sfax. Il y obtient un diplôme d’ingénieur en électronique spécialité télécommunications. Il a aussi obtenu un diplôme d’ingénieur en aviation civile à l'École africaine de la météorologie et de l'aviation civile (EAMAC) de Niamey au Niger. Il est en outre diplômé d’une Licence en économie à l’université Cheikh-Anta-Diop de Dakar.

### Parcours professionnel

#### ASECNA
Thierno Alassane Sall a passé la totalité de sa carrière professionnelle à l'Agence pour la sécurité de la navigation aérienne en Afrique et à Madagascar (ASECNA). Il y a occupé les postes de directeur de la navigation aérienne, chef du service d’inspection technique à la direction générale, et chef des départements sécurité, puis contrôle. Il a été représentant de l'ASECNA au Sénégal, puis aux Comores.
Il est auditeur certifié de l'Organisation de l'aviation civile internationale (OACI). Il a participé à plusieurs audits en Afrique, en Asie et en Europe. Il a été membre de l’équipe des 19 experts de l’OACI sur la sécurité aérienne, Safety Management Panel (SMP). Il fait partie des rédacteurs de l'Annexe 19 à la Convention de Chicago, relative à l’aviation civile internationale.

#### Directeur général de l'ARTP
En avril 2012, Thierno Alassane Sall devient directeur général de l'Agence de la Régulation des Télécommunications et des Postes du Sénégal. Son passage fut notamment marqué par sa volonté d’assainir les comptes de l’ARTP. Il réduit son salaire de directeur général de 14 millions à 5 millions de F CFA . À la tête de l'agence, il élabore un plan stratégique, pour engager le travail sur la qualité de service et l’audit des coûts des opérateurs. Au niveau de la régulation postale, il parvient à faire en sorte que le courrier de moins de 500 grammes soit désormais remis à la Poste. Il rend accessible le Wifi dans certaines universités, notamment celles de Dakar et de Saint-Louis. Il rompt avec certaines pratiques, comme le financement par l'ARTP d’activités superflues telles que les cérémonies de gala ou de lutte.

#### Ministre des Infrastructures, des Transports terrestres et du Désenclavement
Thierno Alassane Sall a occupé le poste de ministre des Infrastructures, des Transports terrestres et du Désenclavement d’octobre 2012 à juin 2014. Il a lancé les premiers grands projets de routes rurales à une échelle considérable, notamment les travaux de la 3e section de la Voie de Dégagement Nord (VDN).

#### Ministre de l'Énergie
Thierno Alassane Sall a aussi été ministre de l'Énergie du Sénégal, entre juin 2015 et mai 2017. Son passage coïncida avec les grandes découvertes de gaz et de pétrole au Sénégal : Saint-Louis offshore profond et Kayar offshore profond. À ce poste, il a voulu assainir le secteur de l'Énergie en retirant certains permis d’exploration, notamment ceux de Rufisque offshore profond. Il a aussi impulsé les projets d’électrification dans les zones rurales les plus défavorisées, dont certaines étaient à des taux d’électrification de 4 %.

### Militantisme

#### Inspirations idéologiques et littéraires
Thierno Alassane Sall se définit comme « un universaliste qui cherche le progrès et la justice partout ». Sa pensée et son action sont ancrées dans sa foi musulmane et dans les valeurs progressistes. Son engagement politique est influencé par Thierno Souleymane Baal, pour ses idées élevées des droits humains, de la justice, de l’idéalisme et de l’égalité. Il admire le côté visionnaire et pragmatique de l'ancien Premier ministre de Singapour, Lee Kuan Yew, ainsi que la ténacité et la grande détermination face à la fatalité du chef militaire soviétique, Gueorgui Joukov. Samory Touré l’inspire pour sa compréhension, en son temps, de l’organisation, de la méthode et de la nécessité de moderniser les institutions.
Il est un fervent lecteur de Karl Marx, de Friedrich Engels et de Vladimir Ilitch Lénine et des œuvres de panafricanistes, comme Cheikh Anta Diop et Kwame Nkrumah. Il admire le sens du sacrifice de Thomas Sankara, Patrice Lumumba, et Nelson Mandela. Il lit les auteurs de la négritude, comme Aimé Césaire et Léopold Sédar Senghor, ou leurs critiques comme Stanislas Adotevi. Grand amateur de littérature, il est un lecteur assidu des œuvres de John Steinbeck, d’Ernest Hemingway, de Gabriel García Márquez, de Victor Hugo, de Léon Tolstoï. Ses écrivains africains préférés sont Chinua Achebe et Amadou Hampâté Bâ.

#### Engagement syndical et politique
Thierno Alassane a milité, en tant que syndicaliste, au lycée Malick Sy de Thiès dès la classe de première. Il y a eu un engagement fort pour l’amélioration des conditions de vie et d’apprentissage des élèves de son lycée. Il mena des revendications pour l’égalité de prise en charge des bourses d’élèves venus de Thiadiaye ou Khombole et des autres circonscriptions environnantes.
Il fait ses débuts politiques dans le parti de la gauche révolutionnaire, And-jëf, qui avait pour orientation « la laïcité, le socialisme, la démocratie, la justice sociale, l'équité, le respect des droits de l’homme et la coopération sur la base du respect mutuel et des avantages réciproques ». Il a été recruteur pour And-jëf au lycée Malick Sy de Thiès. Il quitte cette formation politique, déçu par la « discipline de caserne qui y régnait »
En 2008, il est membre-fondateur de l'Alliance Pour la République (APR). Après des divergences profondes avec le président du parti et chef de l'État, Macky Sall, il démissionne du gouvernement et quitte l'APR en 2017.
Après son départ de l’APR, Thierno Alassane Sall crée en 2017, avec plusieurs cadres sénégalais et des sympathisants, le parti la République des Valeurs (Réewum Ngor).
Dans son ouvrage, Servir, Abdoul Mbaye, ancien Premier ministre dit à son propos : « Monsieur Thierno Alassane Sall est un technocrate membre influent du parti présidentiel. J'ai eu le net sentiment qu'il faisait de la politique par conviction. Je me souviens un jour lui avoir dit : quand je te vois, je regrette de ne pas m'être engagé en politique, car j'ai conscience qu'on peut faire de la politique dans notre pays sans vendre son âme. »

#### Création de la République des Valeurs (Réewum Ngor)
Il justifie la création du parti par le besoin d'apporter un nouveau souffle à la vie politique sénégalaise, avec une offre politique qui allie compétence, expérience et éthique. L’idéologie du parti s'inspire de la cosmogonie africaine tout en étant irriguée par des valeurs progressistes.
La République des Valeurs veut incarner le renouveau éthique et moral de la politique au Sénégal. Elle défend plusieurs idées. La première est le travail, qui permet le civisme et l’amour de sa patrie. La République des Valeurs considère que le travail est une valeur parce que c’est la première source d’émancipation individuelle. Pour la République des Valeurs, c’est par le travail que l’on peut devenir celui ou celle que l’on a envie d’être. La deuxième idée que veut incarner le parti est la liberté. Pour la République des Valeurs, la liberté s’appuie sur la volonté de comprendre, de découvrir, d’analyser de manière autonome, et d’être libre de ses pensées, car c'est elle qui nous fait dire ce que l'on pense, quoiqu’il en coûte. Le parti veut ensuite incarner la fidélité, qui permet de rester loyal à ce que « l’on est, et à ce que l'on pense ». La République des Valeurs veut aussi agir pour la bonne gouvernance, qui permet d’exorciser le spectre d’une forme rédhibitoire de politique de la prédation qui vampirise l’État et entretient la corruption et les pratiques clientélistes. La République des Valeurs milite aussi pour la construction d'institutions fortes. Elle veut réinventer des utopies propres et des institutions politiques, sociales et économiques pour porter et réaliser la démocratie, la République, l’entreprise, l’éthique, la citoyenneté, la responsabilité, la gouvernance.
Pour faire advenir ce projet politique, la République des Valeurs s'adosse à un principe : « Réewum Ngor », littéralement pays de l’intégrité en wolof. Le parti veut faire de cette proposition le socle idéologique pour renouer avec les valeurs morales et éthiques qui caractérisent les grands hommes et les grandes femmes qui ont écrit les plus belles pages de l'histoire religieuse, politique et intellectuelle du Sénégal.
La République des Valeurs est membre du Congrès de la Renaissance Démocratique (CRD), une coalition politique d'opposition.

#### Candidature à l’élection présidentielle de 2019
Thierno Alassane Sall déclare sa candidature à l’élection présidentielle de 2019 au Sénégal, mais le Conseil constitutionnel ne valide pas une partie des parrainages qu’il soumet. Il ne participera pas à cette élection présidentielle.
Il conteste la décision du Conseil constitutionnel et dépose un recours. Il « estime que l'État a profité de la refonte du fichier pour fausser le jeu démocratique ».
Dans un arrêt du 28 avril 2021, la Cour de justice de la CEDEAO juge que le système de parrainage adopté pour la présidentielle de 2019 au Sénégal « viole le droit de libre participation aux élections ». La Cour demande à l’État du Sénégal de le supprimer.

### Candidature à l'élection présidentielle de 2024
Thierno Alassane Sall est candidat a l'élections présidentielles de 2024. En janvier 2024, Thierno Alassane Sall dépose une réclamation contre Karim Wade étant de double nationalité franco-sénégalais.

## Prises de positions

### Opposition à Abdoulaye Wade
En 2007, Thierno Alassane Sall s'est opposé aux velléités, de l’ancien président de la République, Abdoulaye Wade et de son ministre de l’époque, Farba Senghor, de se retirer de l'ASECNA dont il était le représentant au Sénégal. Cela lui valut d’être écarté de la représentation de l'ASECNA au Sénégal.
Il s’est également opposé, fermement, à la vente du foncier de la bande verte de l'aéroport Léopold Sédar Senghor.

### Baisse du salaire des directeurs d'agences nationales
En 2012, il est à l'origine de la directive sur la baisse des salaires des directeurs d'agences nationales du Sénégal. Lors de son passage à la tête de l'ARTP, il a fait baisser son salaire de 14 millions de F CFA à 5 millions de F CFA, ce qui a inspiré le président de la République, Macky Sall, à plafonner les salaires de l’ensemble des directeurs d'agences et sociétés nationales.

### Démission du gouvernement
Thierno Alassane Sall a démissionné du gouvernement de Macky Sall, en 2017, à la suite de profondes divergences mais particulièrement après avoir refusé, en tant que ministre de l’Energie du Sénégal, de signer un contrat d’exploration du pétrole et du gaz avec le géant français Total ; contrat qu'il jugeait contraire aux intérêts du Sénégal.

### Affaire Adji Sarr contre Ousmane Sonko
Pendant les émeutes de mars 2021, au Sénégal, il a appelé « au respect strict des droits des citoyens, à la garantie de la liberté d’expression et d’opinion, à la cessation immédiate de toutes les manœuvres liberticides et anti-démocratiques, au respect de la loi et des institutions, au bon sens des forces de sécurité et de défense ». Il a invité l’opposant politique, Ousmane Sonko, à répondre à la Justice.

### Publication de l'ouvrage «Le Protocole de l'Élysée»
Publié en 2020, Le Protocole de l'Elysée traite de la manière dont le Sénégal est gouverné depuis Léopold Sédar Senghor jusqu’à Macky Sall, en passant par Abdou Diouf et Abdoulaye Wade . Il apporte une critique véhémente du régime de Macky Sall, qu’il a quitté en démissionnant de son poste de ministre, estimant que ce dernier n’a pas respecté le pacte qui le liait à la nation.
Le livre dissèque, par l'analyse de faits précis tirés de l'expérience personnelle de l'auteur, le vaste et inégalé système de prédation que fut le régime de Wade. Il montre comment, après l'alternance de 2012, furent étouffées les espérances de la rédemption attendue, par la perpétuation de ce système de rapine et, pis, sa sophistication. Le titre de ce livre « Le Protocole de l'Elysée », en même temps qu'il relate des épisodes vécus, il replace le maillon que représente cet État postcolonial dans une saga qui perdure depuis des siècles. On y retrouve, adapté au contexte néocolonial, le pacte qui ouvre un accès privilégié des ressources naturelles des pays africains à des multinationales comme Total mais aussi aux aventuriers du temps des colonies sous le label Petro-Tim, le tout avec l'onction des gouvernants peu portés à défendre les intérêts nationaux.

## Distinctions
- Deux fois lauréat au Concours général sénégalais en philosophie et en français
- Major de sa promotion à la sortie de l'École Africaine de la Météorologie et de l'Aviation Civile (EAMAC) de Niamey au Niger
- Médaillé de l’ASECNA
- Chevalier de l’Ordre national du Lion du Sénégal